# 维戈尔佐内
维戈尔佐内（義大利語：Vigolzone），是意大利皮亚琴察省的一个市镇。总面积42平方公里，人口4260人，人口密度101.4人/平方公里（2009年）。ISTAT代码为033045。